# William Webb Ellis

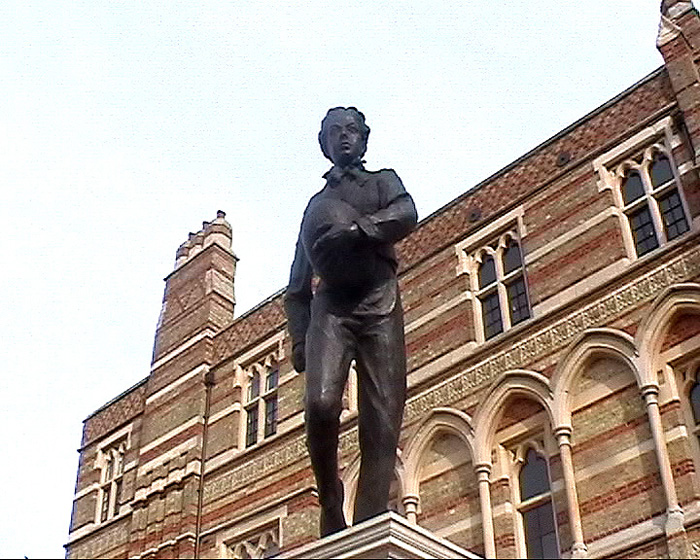
Estàtua d'en William Webb Ellis fora de l'escola de Rugbi

William Webb Ellis (Salford, Lancashire, 24 de novembre de 1806 – Menton - França, 24 de gener de 1872) és considerat com l'inventor del rugbi modern.
Segons la llegenda William Webb Ellis va crear aquest esport durant un partit de futbol el 1823, que disputava en la localitat anglesa de Rugby. Després de prendre la pilota amb les mans, va carregar contra els adversaris.
Actualment el trofeu de la Copa del Món de Rugbi s'anomena Copa Webb Ellis (Webb Ellis Cup en anglès)

## Llegenda i controvèrsia
William era fill de James Ellis, un oficial de la guàrdia mort el 1811, i de Ann Webb.
La família es va traslladar a la ciutat de Rugby on William va freqüentar l'escola pública entre el 1816 i el 1825.
Segons es contà posteriorment, en un partit del 1823 Ellis va agafar la pilota amb les mans i la va dipositar a l'àrea de gol adversària davant de la mirada estupefacta del públic present. Aquesta afirmació, però, es basa únicament en un testimoni que assegurava haver estat present durant aquest "naixement del rugbi"; aquest, però, va morir sense convèncer molts periodistes de la veracitat de les seves paraules. Un altre possibilitat és que en William fes una mena de demostració d'un esport anomenat caid, un antic joc irlandès similar al rugbi i al seu antecessor, el futbol gaèlic.
Durant la primera recerca de proves de la renascuda IRB (International Rugby Board), es van establir contactes amb molts ex-estudiants que van freqüentar l'etapa d'estudis amb Ellis, però molts ni el recordaven, altres que van assegurar conèixer-lo de vista, no recordaven la seva carrera amb la pilota a les mans fins a l'àrea de gol rival.
És molt probable que el rugbi nasqués a Rugby, i que fossin un grup d'estudiants els que canviessin les regles del futbol convencional per derivar al nou esport. Cosa que no era estranya a l'època, ja que es van produir moltes variants ideades per grups d'estudiants.

## La placa
A l'escola de Rugby s'hi pot trobar una placa amb aquesta inscripció:

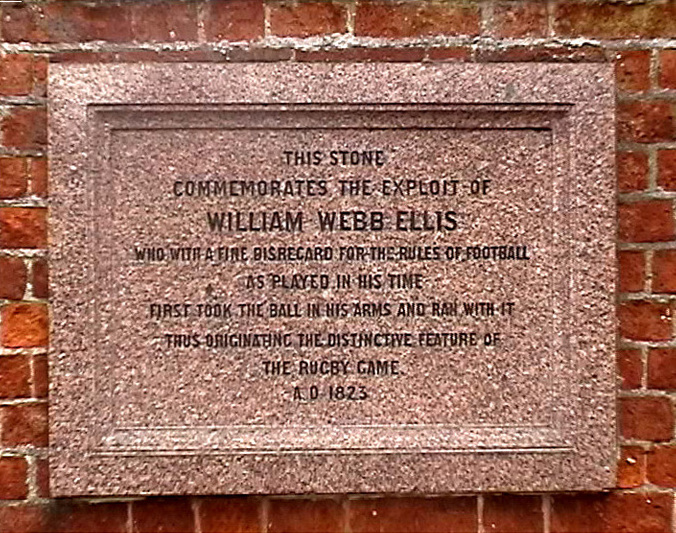
Imatge de la placa a l'escola de Rugby

| THIS STONE COMMEMORATES THE EXPLOIT OF WILLIAM WEBB ELLIS WHO WITH A FINE DISREGARD FOR THE RULES OF FOOTBALL AS PLAYED IN HIS TIME FIRST TOOK THE BALL IN HIS ARMS AND RAN WITH IT THUS ORIGINATING THE DISTINCTIVE FEATURE OF THE RUGBY GAME A.D. 1823 |

| AQUESTA PLACA COMMEMORA LA FITA DE WILLIAM WEBB ELLIS EL QUAL VA MENYSPREAR LES REGLES DEL FUTBOL DESEMPENYAT EN EL SEU TEMPS EL PRIMER EN PRENDRE LA PILOTA EN ELS SEUS BRAÇOS I EN CÓRRER AMB ELLA PER TANT, QUI VA ORIGINAR LA CARACTERÍSTICA DISTINTIVA DEL JOC DEL RUGBI A.D. 1823 |